# Ce n'est qu'un au revoir (film, 2024)
Pour les articles homonymes, voir Ce n'est qu'un au revoir.
Pour plus de détails, voir Fiche technique et Distribution.
Ce n'est qu'un au revoir est un film documentaire français réalisé par Guillaume Brac. Il fait partie de la programme de l'ACID lors du Festival de Cannes 2024. Pour sa sortie en salle en 2025, il est associé à Un pincement au cœur, court métrage documentaire du même réalisateur de 2023. 
Les deux films ont pour sujet des relations entre lycéens en fin d'année scolaire.

## Synopsis
- Ce n'est qu'un au revoir

Tourné à la fin de l'année de terminale, le film présente les interrogations d'un groupe de lycéens et de lycéennes dans la Cité scolaire du Diois à Die, dans la Drôme. Quatre jeunes filles parlent de leurs relations familiales ; quant à l'ensemble du groupe, il se demande comment les liens d'amitié qui se sont créés pendant leur scolarité pourront perdurer une fois qu'ils auront quitté l'internat.
- Un pincement au cœur

Tourné au lycée d'Hénin-Beaumont, le film s'attache en particulier aux relations d'amitiés entre deux lycéennes en fin de seconde ainsi qu'aux rapports qu'elles ont, ou pas, avec leurs parents.

## Fiche technique
- Titre : Ce n'est qu'un au revoir
- Réalisation : Guillaume Brac
- Image : Alan Guichaoua
- Son : Emmanuel Bonnat, Virgile Van Ginneken, Simon Apostolou
- Montage : Paola Termine
- Production : Nicolas Anthomé
- Société de production : bathysphere
- Pays de production : France
- Durée : 63 minutes (Ce n'est qu'un au revoir) ; 38 minutes (Un pincement au cœur)
- Dates de sortie : 
  - France : 16 mai 2024 (ACID Cannes)
  - France : 2 avril 2025[3]